# Malcolm Wilson
Malcolm Irving Wilson, OBE (Cockermouth, 17 februari 1956) is een Brits voormalig rallyrijder en oprichter en huidig eigenaar van M-Sport, het team die de fabrieksinschrijving van Ford tussen 1997 en 2012 vertegenwoordigden in het wereldkampioenschap rally, en in de daaropvolgende opzet als het M-Sport World Rally Team een opzichzelfstaande constructeur zijn geweest in het kampioenschap.

## Carrière
Malcolm Wilson maakte in de jaren zeventig zijn debuut in de rallysport en was vanaf het begin af aan al actief met Ford-rallyauto's. Hij profileerde zich tot een competitieve rijder in het Brits rallykampioenschap en schreef in 1978 en 1979 de titel op zijn naam in het nationaal kampioenschap. In het wereldkampioenschap rally was Wilson normaliter ook actief met Ford, alhoewel het merk begin jaren tachtig niet als fabrieksteam daaraan deelnam. In deze periode was Wilson ook een officiële testrijder bij Ford, en testte bijvoorbeeld de Ford Escort RS1700T; het eerste Groep B-project van het Ford fabrieksteam dat voortijdig werd stopgezet, en later ook de Ford RS200. Desondanks tekende Wilson voor het 1986 seizoen een contract bij Austin Rover, waarmee hij garantie kreeg op een groot programma in het WK met de MG Metro 6R4. Met de ervaren Tony Pond als zijn teamgenoot, was de betrouwbaarheid van het materiaal echter een probleem en bleven grote resultaten uit. Het uiteindelijke competitieverbod dat de Groep B-klasse dat jaar kreeg opgelegd, betekende dat na afloop van het seizoen Austin Rover noodgedwongen hun activiteiten in de sport moesten stopzetten.

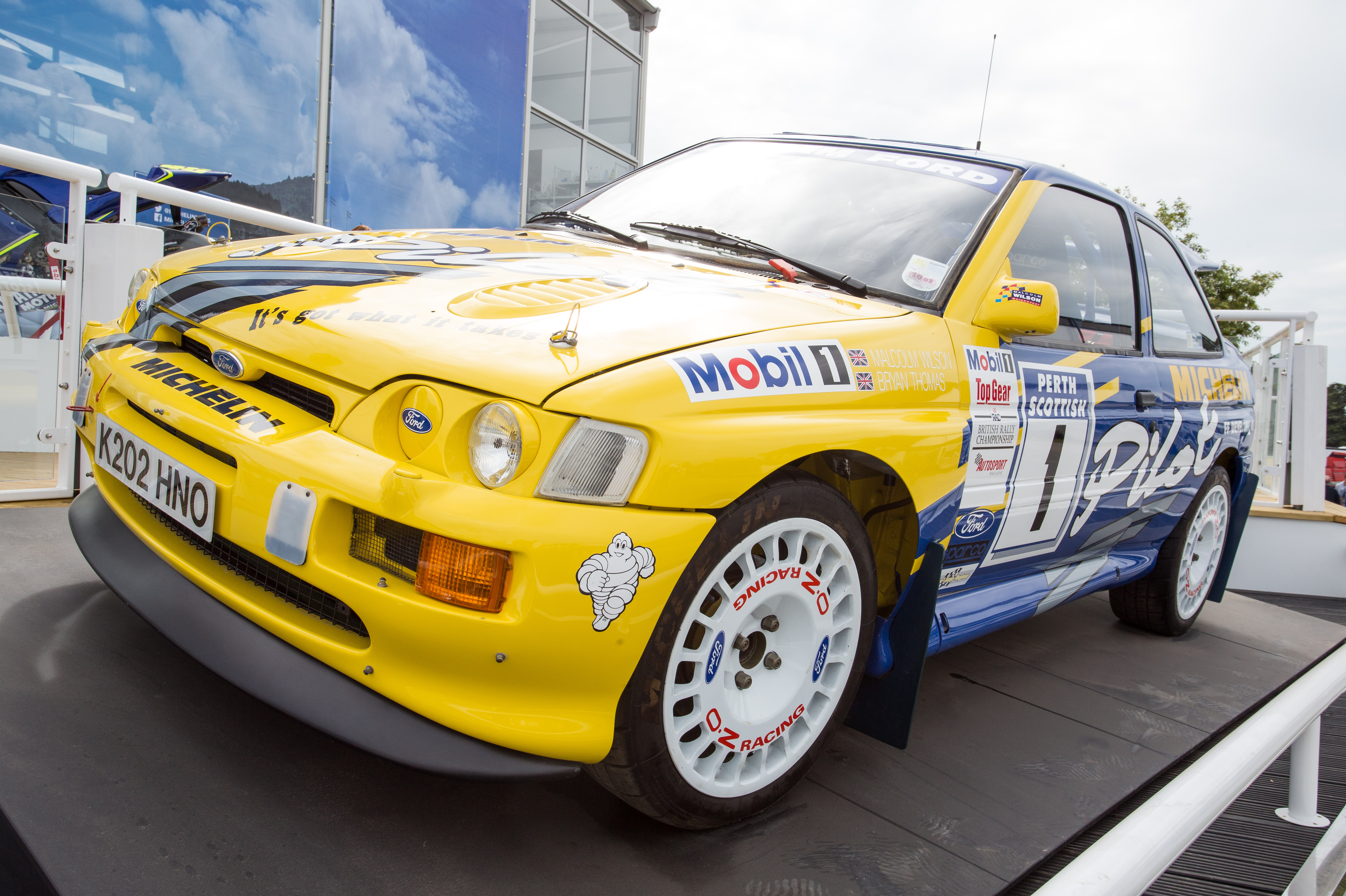
De Ford Escort RS Cosworth waarmee Wilson in 1994 de Britse rallytitel op zijn naam schreef

Hierna, onder Groep A reglementen, reed Wilson enkele jaren voor General Motors met Opel en Vauxhall, voordat hij begin jaren negentig weer een terugkeer maakte bij Ford; eerst met de Sierra Cosworth en later de succesvolle Ford Escort RS Cosworth. Hij evenaarde met deze auto zijn beste resultaat in het WK een paar jaar eerder in Nieuw-Zeeland, met opnieuw een podiumplaats als derde, in Groot-Brittannië in het seizoen 1993. Het jaar daarop werd eindelijk een langdurige ambitie werkelijkheid, toen hij in 1994 de Britse open rallytitel op zijn naam wist te schrijven. Wilson beëindigde zijn actieve carrière als rijder in 1995.
In 1997 nam zijn bedrijf, M-Sport (voorheen Malcolm Wilson Motorsport), de taken over om het fabrieksteam van Ford in het WK als preparateur te vertegenwoordigen. Sinds die tijd wist het team een tal van internationale overwinningen binnen te halen, wat uiteindelijk in het seizoen 2006 culmineerde tot een langverwachte titel bij de constructeurs, toentertijd op een moment dat Ford hierin al ruim vijfentwintig jaar droog stond. Het jaar daarop wisten ze dit resultaat te herhalen. Na het 2012 seizoen trok Ford haar fabriekssteun formeel terug. Momenteel opereert Wilson's M-Sport World Rally Team als een opzichzelfstaande constructeur in het kampioenschap, waarin nog steeds de Ford Fiesta RS WRC wordt ingezet als rallywapen. Ook rallyauto's van Ford in lagere categorieën (zoals de Fiesta R2 en R5) komen uit de productiehal van M-Sport.  In 2018 is Ford echter teruggekeerd als officiële partner van M-Sport en daarbij naamgever van de constructeur.
Malcolm's zoon, Matthew Wilson, is ook rallyrijder geweest, en was een aantal seizoenen actief in het WK voor Stobart Ford (het voormalige satelliet-team van Ford dat inmiddels is opgegaan in het huidige team).
In 2009 werd Wilson benoemd tot officier in de Orde van het Britse Rijk.

## Complete resultaten in het wereldkampioenschap rally
| Seizoen | Inschrijving                         | Auto                        | 1       | 2       | 3       | 4   | 5       | 6       | 7     | 8       | 9       | 10      | 11     | 12      | 13      | 14      | Pos. | Punten |
| ------- | ------------------------------------ | --------------------------- | ------- | ------- | ------- | --- | ------- | ------- | ----- | ------- | ------- | ------- | ------ | ------- | ------- | ------- | ---- | ------ |
| 1977    | Malcolm Wilson                       | Ford Escort RS2000          | MON     | ZWE     | POR     | KEN | NZL     | GRI     | FIN   | CAN     | ITA     | FRA     | GBR 12 |         |         |         | N/A  | N/A    |
| 1978    | Malcolm Wilson                       | Ford Escort RS1800          | MON     | ZWE     | POR     | KEN | GRI     | FIN     | CAN   | ITA     | IVK     | FRA     | GBR NF |         |         |         | N/A  | N/A    |
| 1979    | Total Oil                            | Ford Escort RS1800          | MON     | ZWE     | POR     | KEN | GRI     | NZL     | FIN   | CAN     | ITA     | FRA     | GBR 15 | IVK     |         |         | –    | 0      |
| 1980    | Total Oil                            | Ford Escort RS1800          | MON     | ZWE     | POR     | KEN | GRI     | FIN     | NZL   | ITA     | FRA     | GBR DNF | IVK    |         |         |         | –    | 0      |
| 1981    | Rothmans Rally Team                  | Ford Escort RS1800          | MON     | ZWE     | POR DNF | KEN | FRA     | GRI DNF | ARG   | BRA     | FIN     | ITA     | IVK    | GBR DNF |         |         | –    | 0      |
| 1982    | Malcolm Wilson                       | Ford Escort RS1800          | MON     | ZWE     | POR DNF | KEN | FRA     | GRI     | NZL   | BRA     | FIN     | ITA     | IVK    |         |         |         | 75   | 1      |
| 1982    | Audi Sport UK                        | Audi quattro                |         |         |         |     |         |         |       |         |         |         |        | GBR 10  |         |         | 75   | 1      |
| 1983    | British Junior Rally Team            | Ford Escort RS1600i         | MON     | ZWE     | POR     | KEN | FRA     | GRI     | NZL   | ARG     | FIN     | ITA     | IVK    | GBR 13  |         |         | –    | 0      |
| 1984    | Top Gear                             | Audi quattro A1             | MON     | ZWE     | POR     | KEN | FRA     | GRI     | NZL   | ARG     | FIN     | ITA     | IVK    | GBR DNF |         |         | –    | 0      |
| 1985    | Malcolm Wilson                       | Audi quattro A1             | MON     | ZWE DNF | POR     | KEN | FRA     | GRI     | NZL   | ARG     | FIN     | ITA     | IVK    |         |         |         | –    | 0      |
| 1985    | Computervision Rallying with Mobil   | MG Metro 6R4                |         |         |         |     |         |         |       |         |         |         |        | GBR DNF |         |         | –    | 0      |
| 1986    | Austin Rover World Championship Team | MG Metro 6R4                | MON DNF | ZWE DNF | POR DNF | KEN | FRA DNF | GRI     | NZL   | ARG     | FIN 10  | IVK     | ITA 4  | GBR 17  | VST     |         | 76   | 1      |
| 1987    | GM Dealersport                       | Opel Kadett GSI             | MON     | ZWE     | POR     | KEN | FRA     | GRI     | VST   | NZL     | ARG     | FIN     | IVK    | ITA     | GBR DNF |         | –    | 0      |
| 1988    | GM Dealersport                       | Opel Kadett GSI             | MON     | ZWE 8   | POR     | KEN | FRA     |         |       |         |         |         |        |         |         |         | 59   | 3      |
| 1988    | GM Euro Sport                        | Vauxhall Astra GTE          |         |         |         |     |         | GRI DNF | VST   | NZL     | ARG     | FIN     | IVK    | ITA     | GBR DNF |         | 59   | 3      |
| 1989    | Malcolm Wilson                       | Vauxhall Astra GTE          | ZWE 13  | MON     | POR     | KEN | FRA     | GRI     |       |         |         |         |        |         |         |         | 18   | 19     |
| 1989    | GM Euro Sport                        | Vauxhall Astra GTE          |         |         |         |     |         |         | NZL 3 | ARG     | FIN     | AUS 6   | ITA    | IVK     |         |         | 18   | 19     |
| 1989    | Vauxhall Dealer Sport                | Vauxhall Astra GTE          |         |         |         |     |         |         |       |         |         |         |        |         | GBR 10  |         | 18   | 19     |
| 1990    | Q8 Team Ford                         | Ford Sierra RS Cosworth 4x4 | MON     | POR     | KEN     | FRA | GRI     | NZL     | ARG   | FIN DNF | AUS     | ITA DNF | IVK    | GBR DNF |         |         | –    | 0      |
| 1991    | Q8 Team Ford                         | Ford Sierra RS Cosworth 4x4 | MON 7   | ZWE     | POR DNF | KEN | FRA 5   | GRI DNF | NZL   | ARG     | FIN     | AUS     | ITA 10 | IVK     | SPA     | GBR DNF | 18   | 13     |
| 1992    | Ford Motor Co Ltd.                   | Ford Sierra RS Cosworth 4x4 | MON     | ZWE     | POR     | KEN | FRA     | GRI     | NZL   | ARG     | FIN     | AUS     | ITA    | SPA     | IVK     | GBR 9   | 65   | 2      |
| 1993    | Ford Motor Co Ltd.                   | Ford Escort RS Cosworth     | MON     | ZWE DNF | POR     | KEN | FRA     | GRI     | ARG   | NZL     |         |         |        |         |         |         | 19   | 12     |
| 1993    | Malcolm Wilson                       | Ford Escort RS Cosworth     |         |         |         |     |         |         |       |         | FIN DNF | AUS     | ITA    | SPA     |         |         | 19   | 12     |
| 1993    | Michelin Pilot Team Ford             | Ford Escort RS Cosworth     |         |         |         |     |         |         |       |         |         |         |        |         | GBR 3   |         | 19   | 12     |
| 1994    | Ford Motor Co Ltd.                   | Ford Escort RS Cosworth     | MON     | ZWE     | POR     | KEN | FRA     | GRI 6   | ARG   | NZL     | FIN     | AUS     |        |         | GBR DNF |         | 23   | 8      |
| 1994    | Jolly Club                           | Ford Escort RS Cosworth     |         |         |         |     |         |         |       |         |         |         | ITA 9  | SPA     |         |         | 23   | 8      |
| 1995    | R.A.S. Ford                          | Ford Escort RS Cosworth     | MON     | ZWE     | POR     | KEN | FRA     | GRI     | NZL   | ARG     | FIN     | AUS     | ITA    | SPA     | GBR DNF |         | –    | 0      |

##### Noot
- Het concept van het Wereldkampioenschap rally tussen 1973 en 1976, hield in dat er enkel een kampioenschap open stond voor constructeurs.
- In de seizoenen 1977 en 1978 werd de FIA Cup for Drivers georganiseerd. Hierin meegerekend alle WK-evenementen, plus tien evenementen buiten het WK om.